# Tony Mitchell (baloncestista de 1992)
Tony LaShae Mitchell Jr. (Milwaukee, Wisconsin, 7 de abril de 1992) es un jugador de baloncesto estadounidense que juega en el New Taipei Kings de la P. League+ de Taiwán. Con 2,03 metros de altura, juega en la posición de ala-pívot.

## Trayectoria deportiva

### Universidad
Jugó durante dos temporadas con los Mean Green de la Universidad del Norte de Texas, en las que promedió 13,7 puntos, 9,3 rebotes y 2,8 tapones por partido. En su primera temporada fue elegido novato del año de la Sun Belt Conference, así como incluido en el mejor quinteto de la conferencia, mientras que en la segunda lo fue en el segundo mejor quinteto. Tras dos años en la universidad, se declaró elegible para el Draft de la NBA.

### Profesional
Fue elegido en la trigésimo séptima posición del Draft de la NBA de 2013 por Detroit Pistons, con los que debutó el 30 de octubre ante los Washington Wizards. Durante su primera temporada, tuvo varias asignaciones a los Fort Wayne Mad Ants de la NBA D-League.
El 24 de diciembre de 2014, Mitchell fue traspasado a los Phoenix Suns a cambio de Anthony Tolliver.
En la temporada 2015-16 se convierte en jugador de Cocodrilos de Caracas, terminando su participación en la Liga Profesional de Baloncesto de Venezuela como el Jugador Defensivo del Año y campeón con dicho equipo.
[actualizar]
En noviembre de 2018, luego de meses jugando en Venezuela, República Dominicana y Emiratos Árabes Unidos, se anunció que reforzaría al equipo argentino Instituto en las semifinales de la Liga Sudamericana de Clubes 2018,  pero finalmente ello no ocurrió.
Mitchell firma con los Brujos de Guayama en verano de 2019.
El 28 de septiembre de 2020, firma con Leones de Ponce de la Baloncesto Superior Nacional de Puerto Rico.
En mayo de 2021 se unió al Rafael Barias, equipo del Torneo Baloncesto Superior de Santiago.
[actualizar]

## Selección nacional
Mitchell representó a su país a nivel internacional en categorías juveniles, jugando así el Campeonato FIBA Américas Sub-18 de 2010 -donde su equipo terminó como campeón- y el Campeonato Mundial de Baloncesto Sub-19 de 2011 -donde los estadounidenses culminaron en la quinta posición-.

## Estadísticas de su carrera en la NBA

### Temporada regular
| Año     | Equipo  | PJ | PT | MPP | %TC  | %3P   | %TL  | RPP | APP | ROB | TPP | PPP |
| ------- | ------- | -- | -- | --- | ---- | ----- | ---- | --- | --- | --- | --- | --- |
| 2013-14 | Detroit | 21 | 0  | 3.8 | .417 | 1.000 | .579 | 1.2 | .1  | .3  | .2  | 1.0 |
| Total   | Total   | 21 | 0  | 3.8 | .417 | 1.000 | .579 | 1.2 | .1  | .3  | .2  | 1.0 |

## Vida personal
Mitchell nació en Milwaukee, Wisconsin, pero creció en Dallas, Texas. Es hijo de Angie L. Mitchell y Tony L. Mitchell, Sr., y tiene un hermano más pequeño, Antonio.